# Ivanbegovina
Ivanbegovina är en ort i Kroatien.   Den ligger i länet Dalmatien, i den sydöstra delen av landet, 280 km söder om huvudstaden Zagreb. Ivanbegovina ligger 376 meter över havet och antalet invånare är 268.
Terrängen runt Ivanbegovina är kuperad. Runt Ivanbegovina är det ganska tätbefolkat, med 96 invånare per kvadratkilometer. Närmaste större samhälle är Makarska, 17,2 km sydväst om Ivanbegovina. Omgivningarna runt Ivanbegovina är en mosaik av jordbruksmark och naturlig växtlighet.